# Sankt Georgen
Sankt Georgen (ou Sankt Georgen bei Salzburg) est une commune autrichienne du district de Salzbourg-Umgebung dans l'État de Salzbourg.